# Dongfeng Motor Corporation
Dongfeng Motor Corporation Ltd. je čínský výrobce automobilů se sídlem ve Wu-chanu. Společnost byla založena v roce 1969.
Společnost vyvíjí a prodává vozidla pod vlastními značkami, jako jsou Fengdu, Voyah, Aeolus a Forthing. Zároveň vyrábí vozy ve spolupráci se zahraničními značkami, například Dongfeng Honda, Dongfeng Nissan a Dongfeng Peugeot-Citroën (všechny prostřednictvím dceřiné společnosti Dongfeng Motor Group). V roce 2021 tvořila 79 % prodejů vozidla vyráběná ve spolupráci se zahraničními značkami.
Dongfeng je státní podnik, který kontroluje a řídí vládní komise SASAC. Ta podle čínského práva plní roli investora.

## Historie

### Založení
Společnost byla oficiálně založena v roce 1969 ve vesnici se 100 obyvateli, která se později rozrostla na město Š’-jen. Toto odlehlé místo bylo vybráno proto, že jeho topografie se skládala z více než 40 mělkých údolí, což umožňovalo skrytí továren, a zároveň se nacházelo na trase železnice Siang-jang–Čchung-čching. Kvůli odlehlé lokalitě a omezenému vybavení se společnosti podařilo do roku 1972 vyrobit pouze 200 automobilů.

### Sériová výroba (1975–2000)
V roce 1975 byl vyroben první 2,5tunový nákladní automobil EQ240 a v roce 1978 následoval 5tunový model EQ140, který byl zároveň prvním civilním nákladním automobilem společnosti. V době svého největšího rozmachu měl model EQ140 na domácím trhu podíl 66 %. V roce 1986 překročil Dongfeng hranici 100 000 vyrobených vozů ročně. V roce 1987 byl uveden na trh nový třítunový model.
Dongfeng vyráběl především užitkové vozy, které do roku 2001 tvořily přibližně 73 % jeho produkce. Ovšem mezi lety 2001–2012 se tento poměr obrátil a 73 % produkce tvořily osobní vozy.
V letech 1978–1985, během tržních ekonomických reforem v Číně, se Dongfeng přeměnil z výrobce těžkých nákladních automobilů na centrálně řízený podnik. Tento proces zahrnoval sloučení výrobních závodů a společností kontrolovaných provinčními vládami. Po roce 1985 získal Dongfeng větší autonomii a byl vyňat z přímé správy ústřední vlády.
V polovině 80. let se majetek společnosti oproti původnímu majetku, který jí stát poskytl v roce 1981, ztrojnásobil a vedení toužilo po ještě větší výrobní kapacitě. V roce 1995 se společnost potýkala s finančními problémy, což byla v té době běžná situace u mnoha čínských výrobců automobilů. V roce 1998 byla situace stále kritická, což vedlo k urychlení restrukturalizace společnosti v roce 1999.

### 2000–2010
Do roku 2003 Dongfeng založil společné podniky se společnostmi Kia Motors (Dongfeng Yueda Kia, 2002), Honda (Dongfeng Honda, 2003) a Nissan (Dongfeng Motor Co., Ltd., 2003). Od roku 2011 měla více čínsko-zahraničních společných podniků než kterákoli jiná čínská automobilka a díky vytvoření partnerství s francouzským Renaultem v roce 2013 si tento titul udržuje dodnes.
V roce 2004 se mateřská společnost skupiny, Dongfeng Motor Group, stala společností kótovanou na hongkongské burze cenných papírů.
V listopadu 2006 společnost Dongfeng oznámila, že hodlá prodávat své vozy v Japonsku.
V roce 2009 prodala 1,9 milionu vozů, čímž se zařadila na druhé místo mezi domácími výrobci automobilů a na třetí místo celkově.

### 2010–současnost
V roce 2010 společnost prodala 2,72 milionu kusů, čímž se stala druhým nejproduktivnějším čínským výrobcem automobilů.
Údaje o výrobě z roku 2011 ji zařadily na druhé místo z hlediska objemu výroby na domácím trhu. Celkově v roce 2011 vyrobila 3,06 milionu vozidel.
V roce 2012 byla druhým největším čínským výrobcem automobilů podle objemu výroby. V tomto roce bylo vyrobeno 2,76 milionu vozidel, přičemž osobní automobily tvořily 73 % výroby.
V říjnu 2012 Dongfeng získal 70% podíl ve švédské T Engineering AB a založil tak své první výzkumné a vývojové pracoviště mimo Čínu.
V prosinci 2013 se Dongfeng a Renault dohodly na vytvoření společného podniku Dongfeng Renault Automotive s počáteční investicí 7,76 miliardy jüanů (asi 30 miliard korun). Podnik vyrábí vozy Renault pro čínský trh.
V únoru 2014 Dongfeng Motor Group získala 14% podíl ve ztrátovém PSA Peugeot Citroën po jeho rekapitalizaci.
V roce 2020 společnost Dongfeng zrušila své podniky Dongfeng Renault, Dongfeng Yulon a v roce 2021 odstoupila od podniku Dongfeng Yueda Kia.
Dne 12. června 2020 sjela z výrobní linky technického centra sériově vyráběná verze Dongfeng Sharing-VAN 1.0, která demonstrovala autonomní vozidlo s podporou 5G a automatizací 4. stupně (vysoká automatizace).
V roce 2023 byla zahájena výstavba muzea Dongfeng Motor Museum.

## Značky
Dongfeng prodává vozidla pod různými značkami. Některé značky jsou spojeny s výrobky vyráběnými nebo montovanými v rámci joint venture, kde zahraniční firmy spolupracují s Dongfengem pro přístup na čínský trh.

### Voyah
Voyah (čínsky 岚图) je prémiová značka elektromobilů vlastněná přímo Dongfengem.
- Voyah Free
- Voyah Passion
- Voyah Dream
- Voyah Courage

### M-Hero
M-Hero Technology (čínsky 猛士科技) je značka specializující se na výrobu vysoce výkonných luxusních terénních vozidel. V roce 2023 značka představila svůj první plnohodnotný luxusní terénní elektromobil M-Hero 917.
- M-hero 917
- M-Hero M-Hunter

### Značka „Dongfeng“
V srpnu 2023 společnost Dongfeng Motor oznámila restrukturalizaci svých dceřiných značek Aeolus (Dongfeng Feng-šen), Dongfeng eπ a Dongfeng Nammi. Tyto tři značky byly sloučeny do jedné značky „Dongfeng“.

#### Aeolus (Dongfeng Feng-šen)
Aeolus (dříve známý jako Feng-šen) je značka automobilů, která se zaměřuje na produkci osobních vozidel střední třídy. Několik modelů vyrobených v průběhu roku 2010 bylo vyvinuto ve spolupráci s PSA Peugeot Citroën a produkováno v továrnách, které vyráběly produkty značek Peugeot a Citroën pro čínský trh.
- Aeolus Yixuan
- Aeolus Yixuan GS
- Aeolus Yixuan Max
- Aeolus Haohan
- Aeolus Haoji
- Aeolus AX7 Plus

#### Dongfeng eπ
Dongfeng eπ je prémiová podznačka elektromobilů značky Dongfeng. První koncepční vůz byl představen na autosalonu v Pekingu v roce 2018.
- Dongfeng eπ 007
- Dongfeng eπ 008

#### Dongfeng Nammi
Dongfeng Nammi (dříve známý jako Dongfeng EV nebo Dongchuang Zilian) je značka společnosti Dongfeng, která se specializuje na výrobu cenově dostupných elektromobilů. Značka dříve prodávala na čínském trhu vozidla vyráběná společností eGT New Energy Automotive, společným podnikem Dongfengu a Aliance Renault–Nissan–Mitsubishi. V roce 2023 došlo k navýšení kapitálu a přejmenování na Dongfeng Nammi, čímž se značka změnila z prodejní na výrobní.
- Dongfeng Nano Box
- Dongfeng EX1
- Dongfeng Nammi 01

### Forthing (Dongfeng Fengxing)
Dongfeng Liuzhou Motor Co., Ltd. je dceřinou společností skupiny Dongfeng Motor Group. Osobní vozidla vyráběná společností Dongfeng Liuzhou Motor nesou značku Forthing (Dongfeng Fengxing).
- Forthing T5
- Forthing T5 Evo
- Forthing Yacht
- Forthing Leiting
- Forthing M7